# 竹中組
二代目竹中組位於兵庫縣姫路市本部的設置，日本的暴力團（犯罪組織）之一・六代目山口組的2次團體；曾在1989年退出山口組（本部遷至岡山市），成為一支獨立的團體。正式成員數在1980年約1100人、在1989年約2000人。2007年約280人。

## 略年表
- 1960年8月竹中正久在兵庫縣姫路市一帶組成有地緣關係的愚連隊。
- 1961年12月 竹中正久 加入三代目山口組（組長・田岡一雄授盃予）。
- 1971年竹中正久 昇任山口組若頭補佐。
- 1972年旗下組員遭白龍會（姫路、會長・山田忠一）的幹部殺害棄屍。
- 1974年9月神戶地方裁判所姫路支部判決竹中正久懲役2年。
- 1979年9月 竹中在神戶刑務所服刑期滿出獄。
- 1980年1月10日 津山支部幹部（杉本組組員）在岡山縣津山遭二代目木下會系平岡組組員槍殺的「津山事件」（6日後、在山口組舍弟・湊 芳治（湊組組長）、白龍會會長・山田忠一、大崎組組長・大崎英良的居間仲裁下達成「和解」）。
- 1980年5月13日 幹部在姫路槍殺木下會會長・高山雅裕（姫路事件）。
- 1981年3月6日 山口組舍弟・湊 芳治（湊組組長）、白龍會會長・山田忠一、大崎組組長・大崎英良的居間仲裁下與第三代木下會會長・大崎圭二達成「和解」。
- 1981年竹中正久 因賭博案遭到逮捕。
- 1982年6月15日 竹中正久 昇格山口組若頭。
- 1982年8月26日 竹中正久 涉嫌逃稅遭到逮捕、隔年6月 被拘留。
- 1984年5月 竹中在山口組三代目的大家姐「文子」（二代目山口登的女兒、三代目田岡一雄的妻子）介入指名，當選為4代目山口組組長、6月5日 就任四代目山口組組長。同時、原竹中組副組長・竹中 武（現在為岡山竹中組組長）繼承組長、並昇格為山口組直參。
- 1984年10月 舍弟・須藤 潤（須藤組組長）昇格為山口組直參。
- 1984年11月 舍弟・佐藤邦彦（佐藤組組長）昇格為山口組直參。
- 1985年1月26日 竹中正久在大阪吹田遭一和會（會長・山本 廣）旗下的暗殺部隊槍殺、27日 在大阪警察病院逝世，享年51歲。
- 1985年10月27日 旗下的杉本組系組員在鳥取倉吉 槍殺一和會佐々木組舍弟・赤坂 進（赤坂組組長）。
- 1986年2月27日 旗下柴田會（會長・柴田健吾）的組員在先代・竹中正久位於姫路的墓前槍殺一和會加茂田組二代目花田組（組長・丹羽勝治）的組員。
- 1986年5月21日 旗下生島組（組長・生島仁吉）的幹部槍殺一和會副本部長・中川宜治（中川連合會會長）。
- 1988年5月14日 旗下的2名組員車載爆裂物襲擊一和會會長・山本 廣的住宅。
- 1989年2月 竹中 武就任山口組若頭補佐。
- 1989年5月 進入五代目山口組（組長・渡邊芳則）時期、同年6月5日 竹中組宣布退出山口組，並將本部事務所遷移至岡山市。
- 1989年8月31日 山口組高層幹部勸告竹中武 引退江湖並解散組織，竹中 武拒絕山口組的要求；事後遭山口組襲擊事務所，竹中組一度反擊。
- 1989年若頭・大西康雄（大西組組長）退出竹中組，加入山口組後藤組任副組長。
- 2008年3月 二代目竹中組組長・竹中武去世；17日，在岡山縣岡山市田町1丁目4-12的蓮昌寺舉行葬儀式。
- 2015年 原山口組二代目柴田會組長・安東美樹（竹中組出身）繼承竹中組二代目名跡[2]。

## 初代（兵庫姬路）
- 組長・竹中正久

### 最高幹部
- 副組長・竹中 武
- 副組長・竹中 正
- 若頭・杉本明政（杉本組組長）
- 若頭補佐・笹部靜男（笹部組組長）
- 若頭補佐・松浦敏夫
- 若頭補佐・後藤明義
- 若頭補佐・吉村義則
- 若頭補佐・萩原公明
- 若頭補佐・平尾 光（平尾組組長）

### 其他組員
- 舍弟・安田一郎
- 舍弟・別所正昭
- 舍弟・坂本義一（坂本會會長）
- 舍弟・佐藤邦彦（佐藤組組長）
- 舍弟・須藤 潤（須藤組組長）

## 二代目（岡山市）
- 組長・竹中 武（原第四代山口組若頭補佐。第四代山口組組長・竹中正久的親弟）

### 最高幹部
- 相談役・竹中 正（第四代山口組組長・竹中正久的親弟、竹中 武的親兄）
- 副組長・坂本義一（坂本會會長）；原：青木恵一郎（二代目西岡組組長）
- 若頭・不明（大野連合會會長）；原：大西康男（大西組組長）
- 舍弟頭・不明（武龍會會長）；原：坂本義一（坂本會會長）
- 舍弟頭補佐・杉本明政（杉本組組長、之後的第二代宅見組代理組長）
- 若頭補佐・生島仁吉（生島組組長）
- 若頭補佐・宮本鄉弘（宮本興業組長）

### 其他組員
- 舍弟・笹部靜男（笹部組組長、原總本部長）
- 舍弟・林田誠一（林田組組長）
- 貝崎忠義（貝崎組組長）
- 安東美樹（安東會會長）
- 山本浩司（山本組組長）

## （岡山市）
- 組長・從缺
- 組長代行・竹中正
- 副組長・坂本義一（坂本會會長）
- 若頭・山下道夫

## 六代目山口組二代目竹中組（姫路市）
- 組長・安東美樹
- 若頭・善岡 仁（善岡興業組長）
- 舍弟頭・金川隆次（三代目柴田會會長)
- 統括長・小田 貢（二代目藤正會會長）
- 本部長・渡邊 智（二代目青木組組長）

## 資料來源
1. ↑  山一抗争時の“ヒットマン”逮捕　銃６丁所持容疑 （页面存档备份，存于） 神戶新聞 2016/9/29
2. ↑  竹中組“伝説の組長”逮捕で6代目山口組に四分五裂の危機 （页面存档备份，存于） 日刊ゲンダイDIGITAL 2016年10月1日